# Jesús Enrique Rejón Aguilar
Pour les articles homonymes, voir Aguilar.
 (avril 2017).
Jesús Enrique Rejón Aguilar (né le 9 juin 1976), alias Z7 ou El Mamito, est un ancien chef de l'organisation criminelle mexicaine connu sous le nom de Los Zetas. 
Il était recherché par les gouvernements du Mexique et des États-Unis jusqu'à sa capture le 4 juillet 2011 à Atizapán de Zaragoza, une banlieue de Mexico.

## Biographie
En 1997, il est affecté au Bureau du procureur général fédéral du Mexique (PGR) dans les villes de Reynosa et de Ciudad Miguel Alemán dans l'État de Tamaulipas. En 1998, il est affecté à Saltillo dans l'État de Coahuila. 
À l'invitation de Arturo Guzmán Decena, Rejon Aguilar déserte en février 1999, puis supervise la formation paramilitaire de nouvelles recrues ; puis il supervise le trafic de drogue du Cartel du Golfe dans l'État de Coahuila avec Alejandro Treviño Morales (en). Rejon Aguilar est responsable pour des envois de plusieurs tonnes de marijuana et des envois de plusieurs kilos de cocaïne en provenance du Mexique vers les États-Unis. En 2004, Rejon Aguilar coordonne un raid raté contre la prison de sécurité maximale El Altiplano, alors qu'il tente de libérer son patron Osiel Cárdenas Guillén. Selon les documents du gouvernement, son plan consistait à utiliser trois hélicoptères et plus de 50 membres des Zetas pour libérer Cárdenas Guillén. En 2007, Rejon Aguilar est affecté dans les rues de Nuevo Laredo et de Ciudad Miguel Alemán sous le commandement de Miguel Treviño Morales, où il reste jusqu'au début de 2009.
Le 4 juillet 2011, Jesús Enrique Rejón Aguilar est capturé par la police dans la banlieue de Mexico, sans qu'un coup de feu soit tiré. Le 11 septembre 2012, il est extradé vers les États-Unis.